# Das indische Tuch (Film)
Das indische Tuch, ein Kriminalfilm von Regisseur Alfred Vohrer, ist der 16. deutschsprachige Edgar-Wallace-Film im Nachkriegsdeutschland. Die Verfilmung, die mit dem gleichnamigen Roman von Edgar Wallace (Originaltitel: The Frightened Lady) kaum mehr als den Titel gemein hat, wurde von Rialto Film produziert und vom 8. Juli bis 13. August 1963 in West-Berlin gedreht. Der in Ultrascope aufgenommene Film lief ab dem 13. September 1963 in den deutschen Kinos.

## Handlung
Eines Abends wird der alte Lord Lebanon in seinem Schloss „Marks Priory“ während eines Telefongesprächs hinterrücks mit einem indischen Tuch erdrosselt. Die neun Erben, die sich später im Schloss des verstorbenen Lord Lebanon versammelt haben, staunen nicht schlecht, als sie bei der Testamentseröffnung von Rechtsanwalt Tanner lediglich den vorletzten Willen des Verstorbenen – der laut Angabe des Arztes einem Herzanfall erlegen ist – verlesen bekommen: Sie sollen die folgenden sechs Tage und Nächte zusammen in dem alten Gemäuer verbringen und erst im Anschluss daran erfahren, welcher Erbteil ihnen jeweils zusteht. Sollte jemand vorzeitig das Schloss verlassen, verfällt sein Anspruch; dieser wird dann unter den Verbliebenen aufgeteilt.
Nachdem sich die völlig zerstrittene Verwandtschaft mit dem unerfreulichen Inhalt des Testaments einigermaßen abgefunden hat, unterbricht ein Unwetter die Strom- und Telefonleitung und schneidet das Anwesen von der Außenwelt ab. Kurz darauf wird der erste Erbe ebenfalls mit einem indischen Tuch erdrosselt. Da sie auf sich allein gestellt sind und kein Polizist im Hause ist, übernimmt Anwalt Tanner die Ermittlungen.
Nach weiteren Morden nach demselben Schema sind neben Tanner nur noch die Lady nebst Sohn Edward und Butler sowie Isla übrig. Lady Lebanon wird schließlich klar, dass ihr wahnsinniger Sohn der Mörder ist, bevor sie selbst sein letztes Opfer wird. Als Edward nach der Tat von dem Hund der Familie verfolgt wird, fällt er bei seiner Flucht aus einem Fenster und stirbt ebenfalls.
Die Verlesung des letzten Willens findet somit unter Anwesenheit der drei Verbliebenen Anwalt Tanner, Butler Bonwit und Isla Harris statt. Der treue Butler erhält ein indisches Halstuch und das gesamte Erbe geht an Edgar Wallace.

## Kritiken
„Alfred Vohrer, inzwischen zu einer Art filmischen Kriminalisten geworden, wandelt sicher und nervenkitzelnd auf den Spuren des großen Meisters.“

„Edgar Wallace, der Altmeister der ‚Spannungsmacher‘, bleibt auch hier wieder seinem Ruf treu und hält den Zuschauer 90 Minuten lang in Atem. Dem guten ‚Kriminalgeschmack‘ abträglich sind allerdings einige makabre Auswüchse in Bild und Handlung, und Äußerungen von Butler Eddi Arent sprengen ebenfalls den Rahmen des Herkömmlichen. Trotzdem wird der Liebhaber von Kriminalfilmen den begehrten Nervenkitzel zu spüren bekommen und über die ‚Schönheitsfehler‘ hinwegsehen.“

„Alfred Vohrer hat diese Ausgabe seiner Serie besonders flott und witzig in den Griff bekommen. Versierte Darsteller […] verhalfen dem ironischen Gruselspiel zum spannenden Vergnügen.“

„Wieder ein Original-Stoff, der, minutiös ablaufend, durch seine makaber-heiteren Streiflichter gewinnt, ein darauf geeichtes Darsteller-Kollektiv besitzt und […] recht spannend ist.“

„Serien-Gruselkrimi nach Edgar Wallace, der auch die geringsten Erwartungen enttäuscht.“

## Produktion
Eva Ebner lieh der Telefonistin zu Beginn des Films ihre Stimme („Bitte bleiben Sie am Apparat – ich verbinde...“). Der darauf folgende Satz „Hallo, hier spricht Edgar Wallace.“ wurde von Regisseur Alfred Vohrer gesprochen. Rainer Brandt ist am Ende des Films als „Inspektor Fuchsberger“ am Telefon zu hören.
Im Film sind einige Piano-Klassiker zu hören: das Fantasie Impromptu No. 4 (B-Teil), Op. 66 von Frédéric Chopin, das Prelude cis-Moll von Rachmaninov und der Anfang des 1. Klavierkonzertes von Tschaikowski. Auch der erste Satz (Adagio sostenuto) der Mondscheinsonate von Ludwig van Beethoven und der  Liebestraum Nr. 3 von Franz Liszt erklingen in einer Szene.
Im deutschen Fernsehen wurde der Film erstmals am 18. Dezember 1973 um 19:30 Uhr im ZDF gezeigt.